# Gaetano Bresci

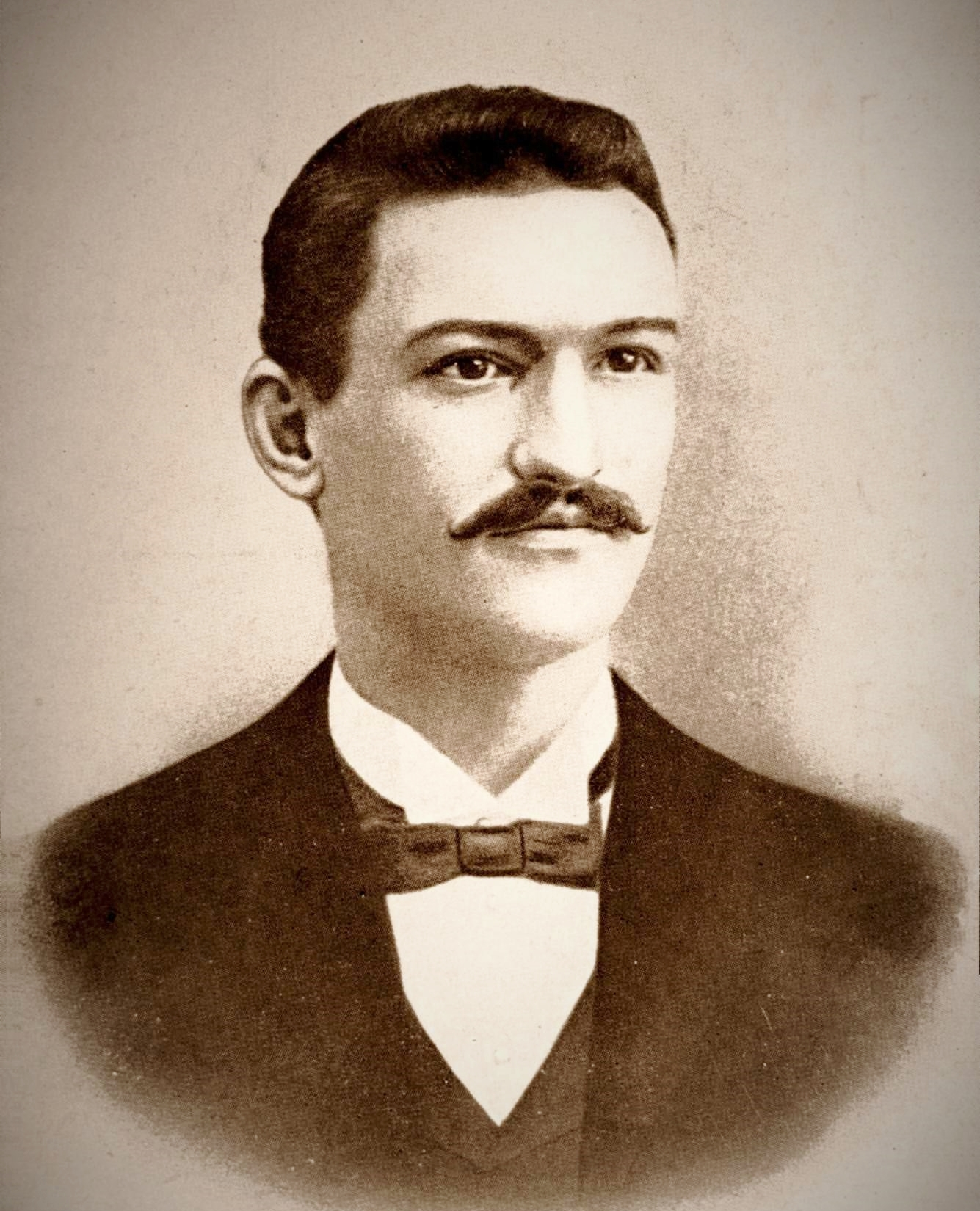
Gaetano Bresci

Gaetano Bresci (* 10. November 1869 in Prato; † 22. Mai 1901 auf der Insel Santo Stefano) war ein italienischer Anarchist. Er erschoss im Juli 1900 den italienischen König Umberto I.

## Lebenslauf
Gaetano Bresci wurde 1869 in Coiano, einem Ortsteil der toskanischen Stadt Prato geboren und emigrierte als junger Mann in die Vereinigten Staaten. Er fand in Paterson, New Jersey, eine Stelle als Weber. Kurz darauf heiratete er und wurde Vater. Bald hatte er erste Kontakte zu einer Gruppe italienischstämmiger Anarchisten. Er schloss sich der Gruppe an und wurde einer der Mitherausgeber der italienischsprachigen anarchistischen Zeitschrift La Questione Sociale, die in Paterson erschien. Seinen Lohn von 15 US-Dollar verwendete er auch zur Unterstützung der Zeitung.
Im Jahre 1898 kam es in Italien zu Massenprotesten, nachdem die Weizenpreise gestiegen waren. Bei den vom 6. bis 9. Mai andauernden Protesten in Mailand ließ General Bava Beccaris das Feuer auf unbewaffnete Demonstranten eröffnen, als diese auf den königlichen Palast zumarschierten. Hierbei gab es zwischen 82 (offizielle Schätzung) und 300 (Schätzung der Demonstranten) Tote. König Umberto I. zeichnete den General für seine Tapferkeit aus und dankte ihm für seine „mutige Verteidigung“ des Palastes.
Dies nannte Bresci später als Grund für sein Attentat auf den König. Er verlangte die 150 US-Dollar zurück, die er seiner Zeitung zur Verfügung gestellt hatte, und reiste nach Italien. Bei einem Besuch des Königs in Monza am 29. Juli 1900 schoss Bresci insgesamt dreimal auf ihn. Der König starb noch am selben Tag. Bresci wurde nach der Tat verhaftet, vor Gericht gestellt und am 29. August 1900 zu schwerer Zwangsarbeit im Gefängnis auf der Insel Santo Stefano verurteilt. Dort wurde er am 22. Mai 1901 tot in seiner Zelle gefunden. Nach offizieller Darstellung beging er Suizid, allerdings gibt es die Theorie, er sei von Wärtern ermordet worden. Seine Häftlingsakte, die vielleicht Aufschlüsse über die Todesumstände liefern könnte, ist verschwunden und in den Archiven ebenso unauffindbar wie die Prozessakten im Staatsarchiv (Archivio di Stato) im Palazzo del Senato in Mailand.
Leon Czolgosz, der am 6. September 1901 den US-Präsidenten William McKinley tödlich verletzte, erklärte nach seiner Verhaftung, Brescis Attentat habe ihn inspiriert.

## Dokumentarfilm
- Colpo al cuore. Morte non accidentale di un monarca, von Max Valenti und Silvia Procopio, Italien 2009.